# أدجوا أندوا
أدجوا أندوا هي ممثلة بريطانية ولدت في 14 يناير 1963 في حي كليفتون بمدينة برستل.

## روابط خارجية
- أدجوا أندوا على موقع IMDb (الإنجليزية)
- أدجوا أندوا على موقع ألو سيني (الفرنسية)
- أدجوا أندوا على موقع ميوزك برينز (الإنجليزية)
- أدجوا أندوا على موقع أول موفي (الإنجليزية)
- أدجوا أندوا على موقع قاعدة بيانات الأفلام السويدية (السويدية)
- أدجوا أندوا على موقع قاعدة بيانات الفيلم (الإنجليزية)
- أدجوا أندوا على موقع كينوبويسك (الروسية)